# Voltas-Tartu 2024 by CCN
Das Team Voltas-Tartu 2024 by CCN war ein estnisches Radsportteam mit Sitz in Tartu.

## Organisation und Geschichte
Im Oktober 2017 wurde durch den ehemaligen Radrennfahrer René Mandri und den Radsportfenthusiasten Hannes Kirs der Klubi Cycling Tartu als Projekt gegründet, um U23-Fahrer in die UCI World Tour zu führen. Der erste Fahrer, dem dies gelang, war Norman Vahtra.
Aus dem Projekt heraus entstand zur Saison 2020 das UCI Continental Team Tartu 2024 – Balticchaincycling.com mit Scott als Radausrüster. Als sportlicher Leiter kam Jaan Kirsipuu dazu. Hauptsponsor seit Beginn ist die estnische Stadt Tartu, die 2024 Kulturhauptstadt Europas sein wird. Von 2021 bis 2023 konnte der estnische Radhersteller Ampler-Bikes als Titelsponsor und Ausrüster gewonnen werden. 2023 wurde Jaan Kirsipuu Teammanager, als sportlicher Leiter rückte der ehemalige Radrennfahrer Gediminas Bagdonas nach. Zur Saison 2024 konnte der litauische Energieversorger Voltas, der 2022 und 2023 das Voltas Cycling Team finanzierte, sowie der Sportausrüster CCN, bereits mehrfach bei verschiedenen Teams als Sponsor aktiv, gewonnen werden.
Das Team beschäftigte U23-Fahrer aus den baltischen Staaten Estland, Litauen und Lettland sowie aus Finnland. Vorrangig war das Team auf der UCI Europe Tour aktiv. Die Siege des Team erzielten die Fahrer bisher vorrangig bei den nationalen Meisterschaften ihrer Länder.

## Bisherige Saisonerfolge
| Rennserie                 | 2020 | 2021 | 2022 | 2023 | 2024 |
| ------------------------- | ---- | ---- | ---- | ---- | ---- |
| UCI ProSeries             | -    | -    | -    | -    | -    |
| UCI Continental Circuits  | 1    | 1    | 1    | 2    | 2    |
| nationale Meisterschaften | 3    | 2    | 5    | 6    | 4    |

## Platzierungen in der UCI-Weltrangliste
| World Ranking | World Ranking | World Ranking           | World Ranking |
| Jahr          | Teamwertung   | Einzelwertung           |               |
| ------------- | ------------- | ----------------------- | ------------- |
| 2020          | 42.           | Markus Pajur (298. )    |               |
| 2021          | 57.           | Aivaras Mikutis (397. ) |               |
| 2022          | 50.           | Madis Mihkels (273. )   |               |
| 2023          | 80.           | Rokas Adomaitis (718. ) |               |
| 2024          | 59.           | Alekss Krasts (1118. )  |               |
|               |               |                         |               |
| Quelle: UCI   |               |                         |               |